# Mbraccia a me!/Core furastiero
 Canzoni napoletane classiche: Mbraccia a me!/Core furastiero, pubblicato nel 1965, è un singolo del cantante italiano Mario Trevi.

## Storia
Il disco contiene due brani classici interpretati da Mario Trevi. 
Una serie di singoli che andranno a formare l'album Canzoni classiche napoletane, del 1965. Una breve antologia sulla canzone classica napoletana.

## Tracce
Lato A
- Mbraccia a me!  (Barbieri-Di Chiara)

Lato B
- Core furastiero (E. A. Mario)

## Incisioni
Il singolo fu inciso su 45 giri, con marchio Durium- serie Royal (QCA 1339).
Direzione arrangiamenti: M° Eduardo Alfieri.